# Bakerhill
Bakerhill eller Baker Hill är en kommun (town) i Barbour County i Alabama. Vid 2010 års folkräkning hade Bakerhill 279 invånare.